# Puente de cristal (telenovela)
Puente de cristal es una telenovela mexicana escrita por Kenya Perea, dirigida por José Morris y producida por Ernesto Alonso en 1965. Protagonizada por Gloria Marín, para Telesistema Mexicano.

## Resumen
La humilde dueña Virginia (Gloria Marín) de una cocina económica, tiene que entregar a su hija a la familia de su marido, que poseen medios económicos suficientes para darle una educación digna.

## Elenco
- Gloria Marín - Virginia
- Tony Carbajal - Pablo
- Guillermo Aguilar	- Gilberto
- Anita Blanch - Jessy
- Miguel Manzano - Frank
- Andrea Palma
- Beatriz Sheridan - Catalina